# Damvereniging Huissen
Damvereniging Huissen is een damclub in Huissen die is opgericht in 1934. De club is recordkampioen in de Nederlandse clubcompetitie met 13 nationale titels (in 1960, 1968, 1980, 1983, 1984/85, 1987/88, 1988/89, 1992/93, 1997/98, 2003/04, 2009/10 , 2014/15 en 2016/17) en bracht spelers voort als Geert van Aalten (jeugdwereldkampioen 1975) en Gérard Jansen (Europees kampioen 1987) en tweevoudig Nederlands kampioene Petra Polman (1980,1985). Daarnaast spelen Alexander Baljakin en Guntis Valneris (wereldkampioen 1994) sinds jaren voor de club. Ook Pim Meurs (jeugdwereldkampioen 2006) en Rob Clerc (4x Nederlands Kampioen in jaren 80) waren jarenlang lid. Sinds 1994 organiseert de club om de vijf jaar het Nederlands kampioenschap in Huissen.